# Мшанець (гміна)
Гміна Мшанець — давня сільська ґміна у Теребовлянському повіті Тернопільського воєводства Другої Речі Посполитої. Адміністративним центром ґміни було село Мшанець.
Гміна утворена 1 серпня 1934 року в рамках реформи на підставі нового закону про самоуправління (23 березня 1933 року).
Площа гміни — 79,28 км².
Кількість житлових будинків — 1585.
Кількість мешканців — 7482
Гміну створено з давніших гмін (самоврядних громад): Мшанець, Великий Говилів, Малий Говилів, Кобиловолоки, Вітосівка, Софіївка.
Гміна ліквідована 17 січня 1940 року із включенням сіл до новоствореного Буданівського району.